# Folyás, Hajdú-Bihar
Folyás  este un sat în districtul Hajdúnánás, județul Hajdú-Bihar, Ungaria, având o populație de 392 de locuitori (2011). 

## Demografie
Componența etnică a satului Folyás
     Maghiari (90,54%)
     Romi (9,46%)
Componența confesională a satului Folyás
     Fără religie (38,78%)
     Reformați (6,89%)
     Necunoscută (54,34%)
Conform recensământului din 2011, satul Folyás avea 392 de locuitori. Din punct de vedere etnic, majoritatea locuitorilor (90,54%) erau maghiari, cu o minoritate de romi (9,46%). Nu există o religie majoritară, locuitorii fiind persoane fără religie (38,78%) și reformați (6,89%). Pentru 54,34% din locuitori nu este cunoscută apartenența confesională.